# Jari Ketomaa
Jari Ketomaa (* 18. April 1979 in Mikkeli) ist ein finnischer Rallyefahrer.

## Karriere
Als ehemaliger Kartfahrer begann Ketomaa 1995 mit dem Rallyefahren. Bei der Rallye Finnland 2000 debütierte er mit einem Subaru Impreza 555 in der Rallye-Weltmeisterschaft (WRC) und nahm bis 2007 nur an einzelnen Rallyes der WRC teil. Er gewann die Gruppe N der finnischen Rallye-Meisterschaft in den Jahren 2006 und 2007. 2008 absolvierte er in einem Subaru Impreza STi N14 die komplette Saison in der Production-Wertung der WRC (P-WRC). Er beendete die Saison auf dem dritten Platz in der P-WRC-Wertung.
Im Jahr 2009 gewann er erneut die Gruppe N der finnischen Rallye-Meisterschaft. Außerdem nahm er in einem Subaru Impreza WRC an der Rallye Finnland teil und erzielte als Siebter die ersten Punkte in der WRC, die er auf dem 17. Rang abschloss. 2010 nahm er mit einem Ford Fiesta S2000 an der Super-2000-Wertung der S-WRC teil und wurde Vierter.
Ketomaa fuhr 2011 zwei Rallyes, er schied bei beiden Läufen aus. 2012 nahm er an drei Rallyes teil mit dem besten Resultat in Finnland als Achter. Im Jahr 2013 gelang ihm wieder in Finnland das beste Resultat mit dem siebten Rang. Erstmals fuhr er für das Dmack Team, das ihn auch für das kommende Jahr verpflichtete. Die ganze Saison 2014 gelangen Ketomaa Rangierungen an den Top Zehn, er holte aber nur bei der Rallye Portugal einen Weltmeisterschaftspunkt. Parallel dazu gewann er in der WRC2 die Rallye Großbritannien und wurde fünfmal Zweiter. In der WRC2-Endabrechnung wurde Ketomaa mit 115 Punkten Vizeweltmeister.